# Heinrichsdorf (Suschno)
Koordinaten: 50° 21′ 47″ N, 24° 34′ 38″ O
Heinrichsdorf (zeitweise auch Nowa Wieś (poln.) bzw. Нова Весь (ukr.)) ist ein ehemaliges Dorf in der westlichen Ukraine im Rajon Tscherwonohrad der Oblast Lwiw. Das Dorf wurde Anfang des 19. Jahrhunderts als deutsche Kolonie gegründet und lag auf dem Gebiet der damaligen Gemeinde Suszno.

## Geschichte

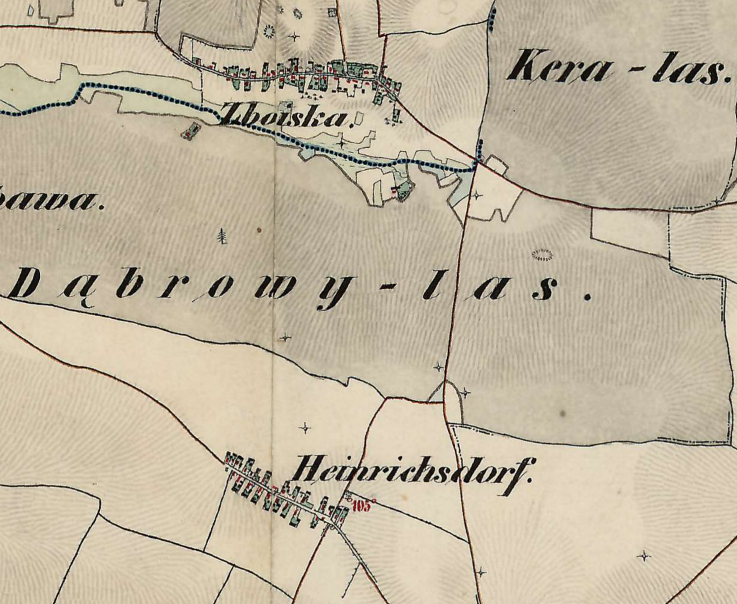
Heinrichsdorf und Zboiska auf der Franziszeischen Landesaufnahme um die Mitte des 19. Jahrhunderts

Das Schulhaus des Dorfes wurde 1810 erbaut.
Im Jahr 1869 gab es in Heinrichsdorf 21 Grundwirte.
Bei der Volkszählung vom 31. Dezember 1900 hatte das Dorf 127 Einwohner, davon 63 männlich und 64 weiblich. Die Einwohner hatten folgende Religionszugehörigkeiten: 10 römisch-katholisch, 1 griechisch-katholisch, 5 israelitisch, 111 andere (darunter evangelische Christen). Die Umgangssprache im Jahr 1900 war für 121 Einwohner deutsch, für 5 polnisch und 1 ruthenisch. 1900 gab es in Heinrichsdorf 20 Häuser.
Bei der Volkszählung am 30. September 1921 hatte das Dorf, das zu der Zeit Nowa Wieś hieß, weil das Gebiet im Friedensvertrag von Riga zu Polen gekommen war, 17 Gebäude. Von den 111 Einwohnern waren 53 männlich und 58 weiblich. Die Religionszugehörigkeiten waren wie folgt: 19 römisch-katholisch, 2 griechisch-katholisch, 83 evangelisch, 7 jüdisch. Als Staatsangehörigkeiten wurden angegeben: 27 polnisch, 1 russinisch, 83 deutsch.
Nach der Besetzung Galiziens durch sowjetische Truppen wurde im Jahr 1939 die Umsiedlung der Galiziendeutschen beschlossen.
1944 hieß das Dorf Нова Весь (Nowa Wes).
In den 1950er Jahren wurde das Dorf nach Angaben von Bewohnern des Nachbardorfes Zboiska aus dem Jahr 2017 auf Anordnung der sowjetischen Behörden eingeebnet. Die Reste des Friedhofs von Heinrichsdorf sind von Gebüsch überwuchert.

## Kirche
Die evangelische Kirchengemeinde war Teil der Filialgemeinde von Jozefow, die zur Evangelischen Superintendentur A. B. Galizien gehörte. 1851 wurde der Stall des Schulhauses in eine Kirche umgewandelt.